# والتر هاربر
والتر هاربر (27 يناير 1880 - 1 يوليو 1956)  (بالإنجليزية: Walter Harper)‏ هو لاعب كريكت أسترالي.

## وصلات خارجية
- والتر هاربر على موقع إي آس بي آن كريك إنفو (الإنجليزية)